# Вайнштадт
Вайнштадт (нем. Weinstadt) — город в Германии, районный центр, расположен в земле Баден-Вюртемберг.
Подчинён административному округу Штутгарт. Входит в состав района Ремс-Мур. Население составляет 26 421 человек (на 31 декабря 2010 года). Занимает площадь 31,71 км². Официальный код — 08 1 19 091.
Город подразделяется на 5 городских районов.
В Вайнштадте проживает известный немецкий военно-морской историк Юрген Рохвер.

## Знаменитые жители
- Зильхер, Фридрих (1789—1860) — немецкий капельмейстер и композитор

## Фотографии

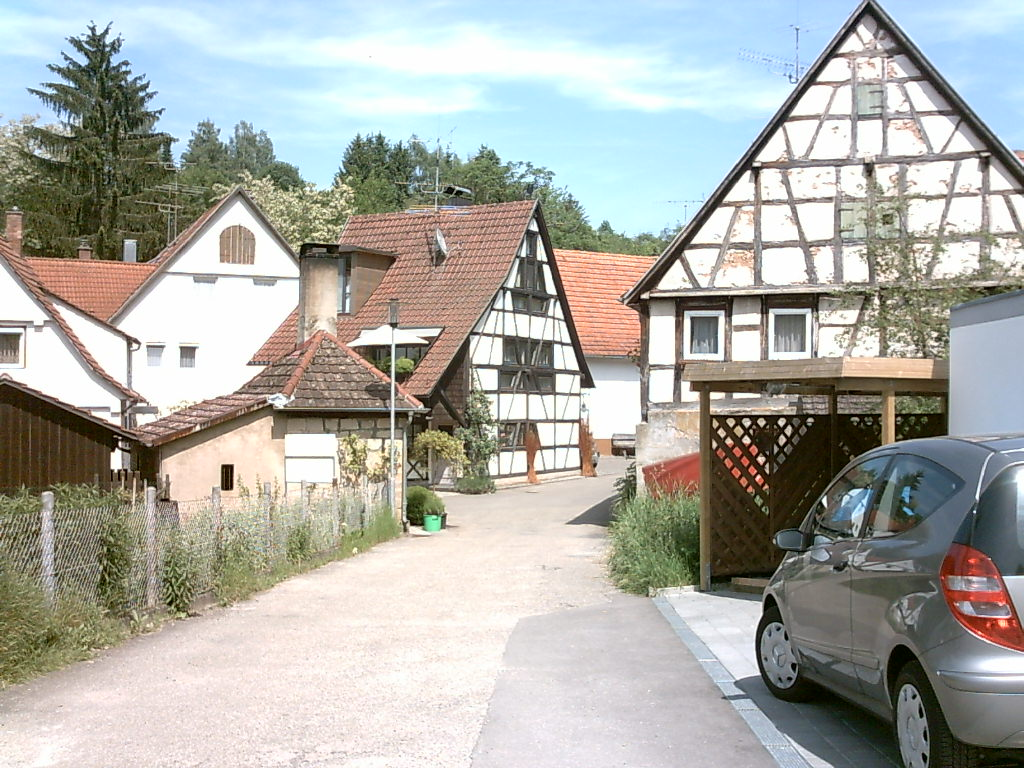
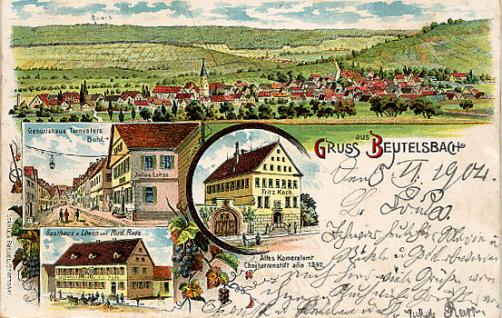
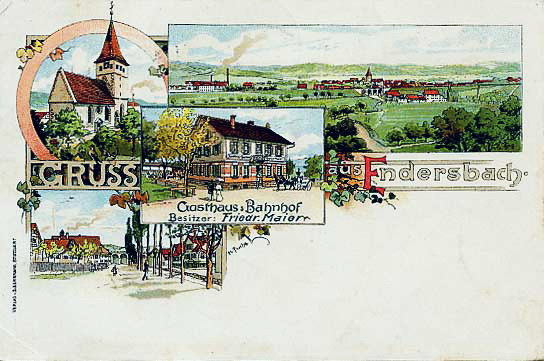
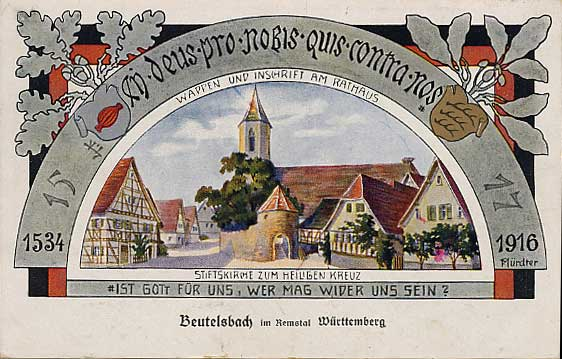
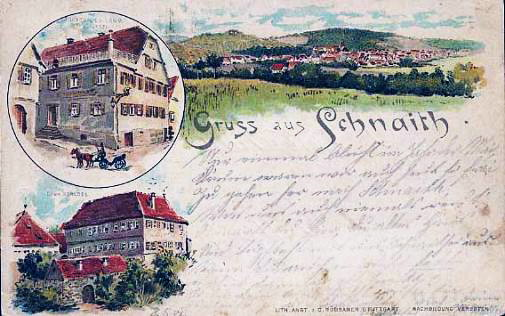
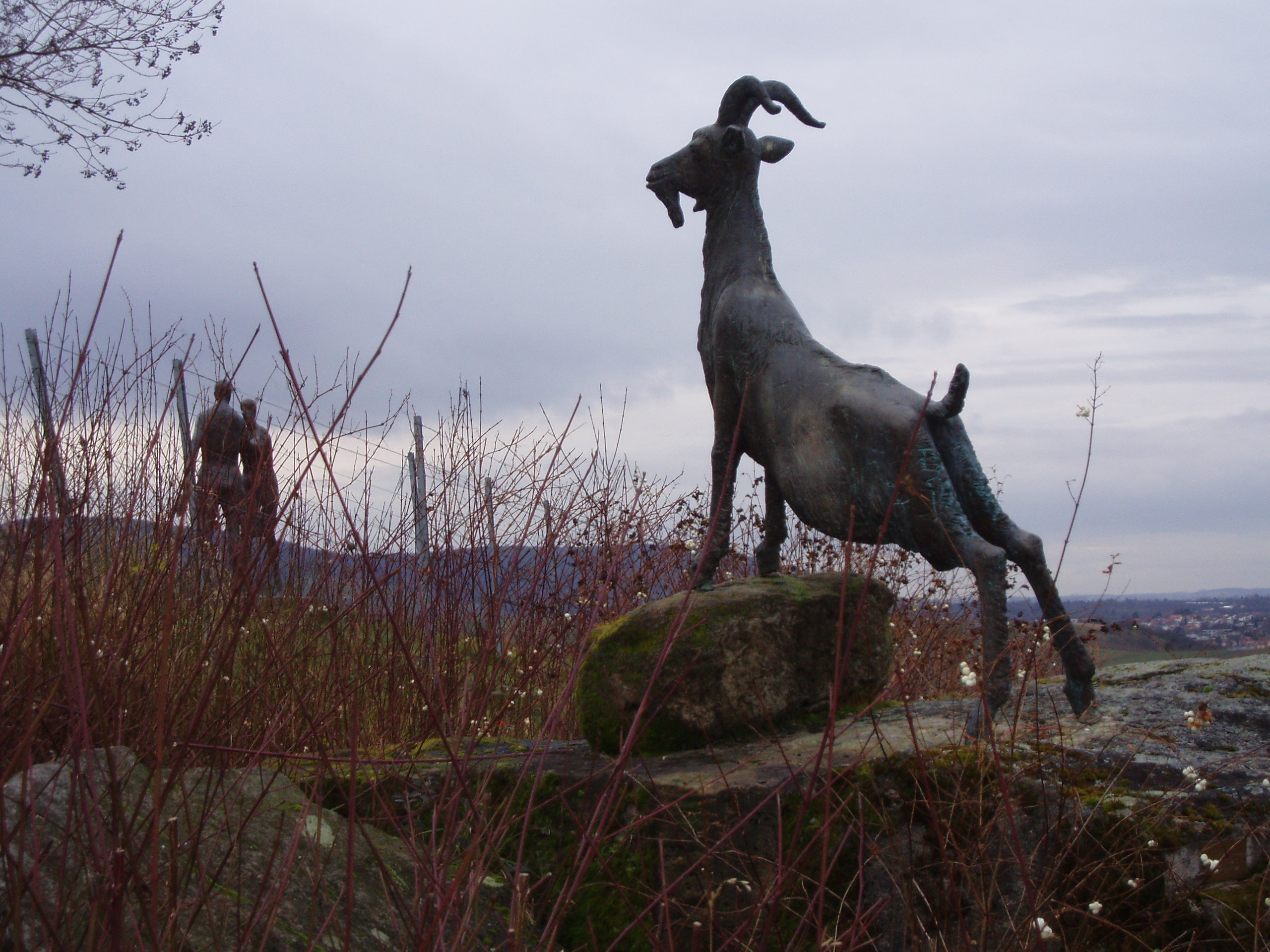
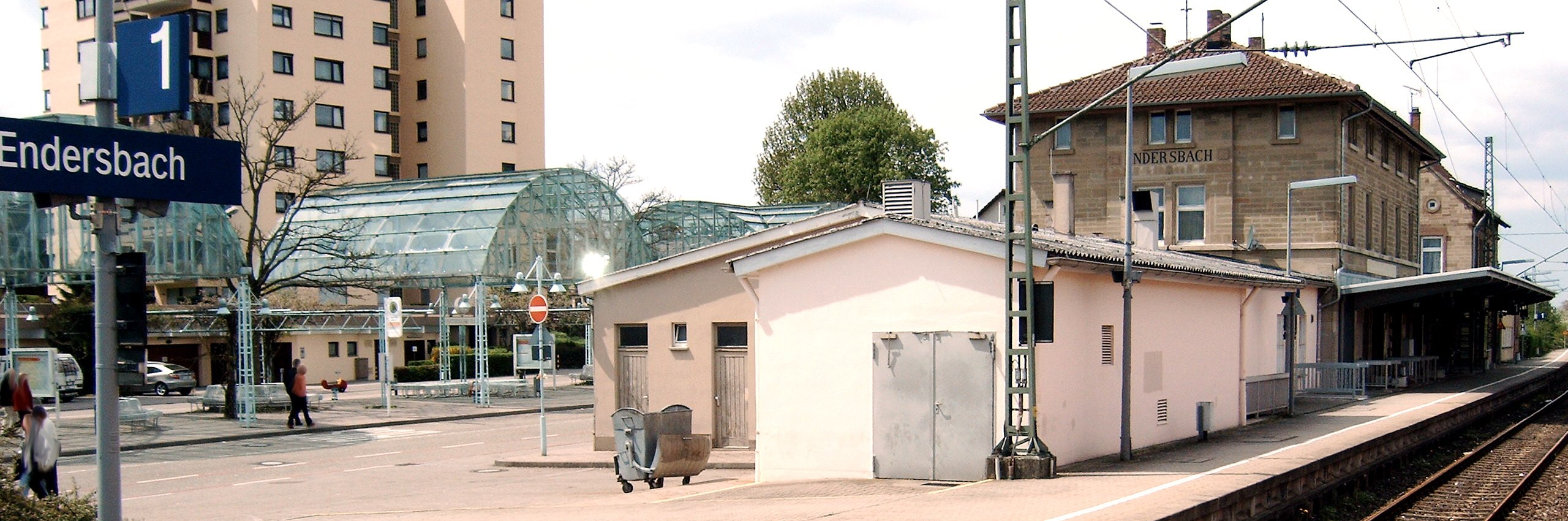
Вокзал